# Anders Högman
Anders Högman är en svensk fotbollstränare.
Högman tog över som tränare för allsvenska GIF Sundsvall 2005 efter att den tidigare tränaren Jan Halvor Halvorsen blivit sparkad mitt under pågående säsong. Högman hade tidigare agerat assisterande tränare och fick nu kliva fram som huvudtränare. Trots att laget presterade bättre under den senare delen av säsongen lyckades man inte behålla platsen i allsvenskan. Efter nedflyttningen till Superettan meddelade Högman sin avgång. 
Inför säsongen 2011 tog Högman över Selånger FK som då huserade i Division 3 Mellersta Norrland. Under Högmans ledning vann Selånger serien överlägset serien och blev uppflyttade till Division 2 Norrland. Även där blev det succé och direkt avancemang upp till Division 1 Norra. Efter två framgångsrika säsonger lämnade Högman klubben. 